# Füzesgyarmat
Füzesgyarmat é uma cidade da Hungria, situada no condado de Békés. Tem 127,34 km² de área e sua população em 2019 foi estimada em 5.774 habitantes.